# Дубовая улица (Сестрорецк)
Дубо́вая у́лица — улица в городе Сестрорецке Курортного района Санкт-Петербурга. Проходит от дома № 3а по Дубовой аллее до Угольной набережной. Состоит из двух участков, между которыми отсутствует 200-метровый фрагмент.
Название дано по местному признаку. Когда точно появилось, неизвестно, но, скорее всего, в советское время, поскольку на карте начала XX века Дубовой улицы не было.
Состоит из двух разорванных участков: от дома 3а до дома 7 и от дома 10 до Угольной набережной. Соединить их невозможно из-за наличия нескольких земельных участков.